# Onthophagus taurinus
Onthophagus taurinus es una especie de insecto del género Onthophagus, familia Scarabaeidae, orden Coleoptera.
Fue descrita científicamente por White en 1844.